# Jerez de la Frontera
Xerez da Fronteira (em castelhano, Jerez de la Frontera) é um município da província de Cádis, na comunidade autónoma da Andaluzia, na Espanha. Possui área de 1 188,23  quilómetros quadrados, uma população de 212 876 habitantes (2015) e densidade populacional de 178,61 habitantes por quilómetro quadrado. O município é famoso pelo xerez, pelos cavalos, pelo flamenco e pelo motociclismo.

## História
A região apresenta ocupação humana desde a Idade do Cobre, quando o Lacus Ligustinus, antiga enseada marítima formada com as águas do rio Guadalquivir, era uma grande riqueza natural e poderoso fator de atração para os seres humanos. A primeira grande civilização que se estabeleceu na região foi a dos tartessos, por volta de 3000 a.C. Os tartessos fundaram, por volta de 1200 a.C., no atual bairro rural de Mesas de Asta, a oito quilómetros do atual centro do município, a cidade de Asta Regia, cuja economia se baseava no comércio de metais. Na época, a região era chamada pelos fenícios de "Xera".
Em 241 a.C., a região foi invadida pelos cartagineses. Com a Segunda Guerra Púnica (218-201 a.C.), a região foi conquistada pelos romanos. Na época romana, destacou-se a zona agrícola de Ager Ceretanus, que se localizava no território do atual município de Jerez de la Frontera. Em Ager Ceretanus, se localizava o núcleo urbano de Ceret (ou Seret). Tanto Ceret quanto Ager Ceretanus eram dedicados a Ceres, a deusa romana das colheitas. Com a queda do Império Romano do Ocidente (476), a região passou para domínio visigodo, interrompido por um período de domínio bizantino (séculos VI e VII). Os visigodos chamavam a região de Seritium ou Xeritium.
Em 711, após a batalha de Guadalete, a região foi conquistada pelos muçulmanos. Durante o período muçulmano, a cidade foi conhecida como Sherish. Em 1231, ocorreu a Batalha de Jerez, na qual as forças cristãs da Coroa de Castela sobrepujaram as tropas muçulmanas do Reino de Múrcia. A partir de 1248, com a conquista cristã de Sevilha, a região passou a constituir um protetorado cristão. Em 1264, a região foi definitivamente incorporada ao reino de Sevilha e, consequentemente, à Coroa de Castela. No entanto, investigações recentes sugerem que a incorporação ocorreu somente no ano de 1266.
Com a conquista cristã, o topônimo Xerix foi alterado para Xeres ou Xerez. Posteriormente, foi acrescentado o "da Fronteira", em referência à fronteira com o Reino Nacérida de Granada. A partir de 1492, com a descoberta da América, a região se tornou muito próspera devido à proximidade com os portos de Cádiz e Sevilha. No século XVI, a pronúncia do topônimo Xerez foi alterada para sua pronúncia atual, com o som de "r". No século XVIII, com a reforma ortográfica da Academia Real, o topônimo adquiriu sua grafia atual: Jerez. A partir do século XVIII, a região se tornou famosa devido à produção de xerez. Durante a Guerra Peninsular (1807-1814), a cidade foi saqueada.

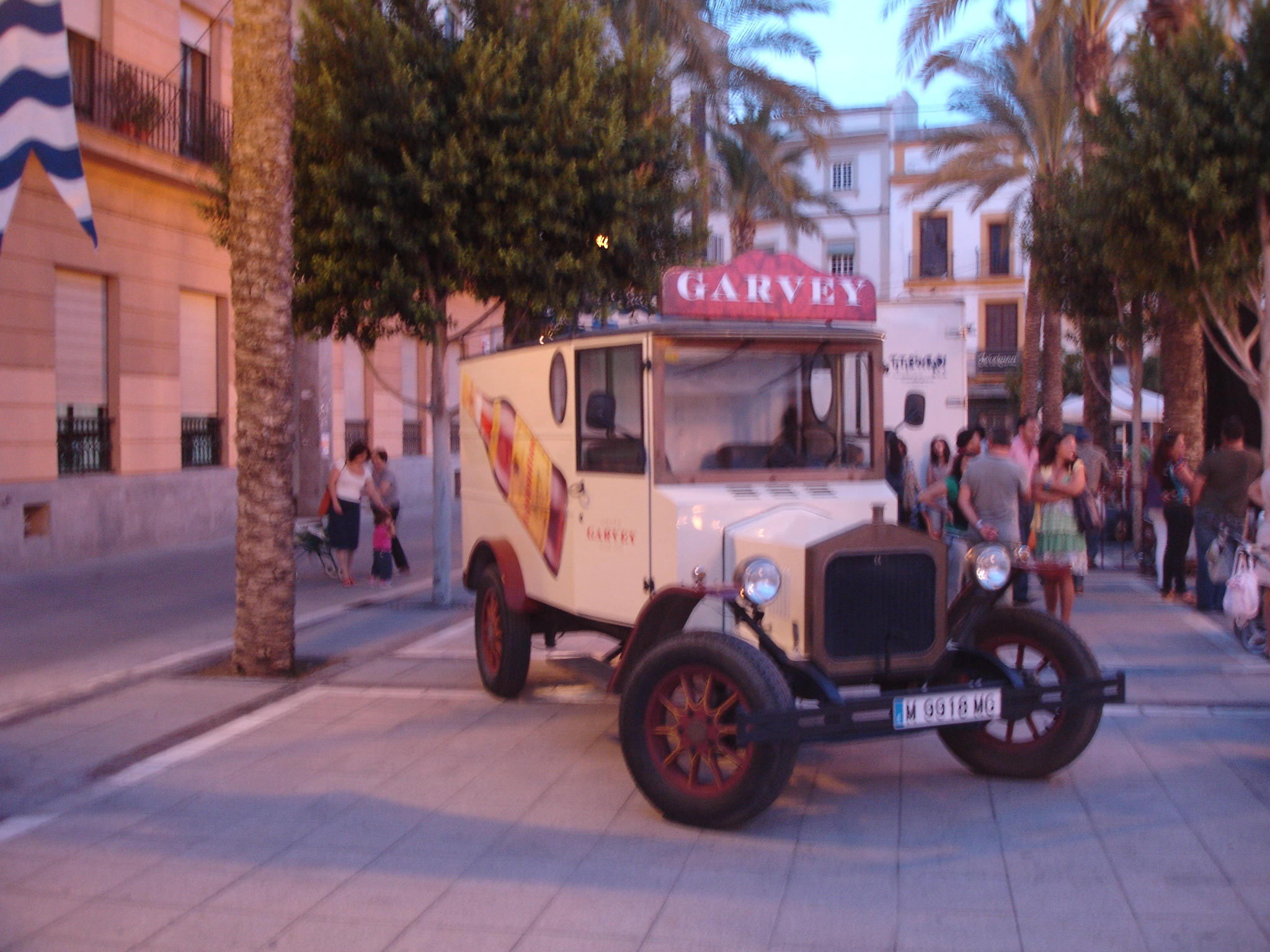
Antigo carro publicitário do grupo Garvey, um dos fabricantes de xerez da cidade, em exposição numa rua da cidade

Os séculos XVIII e XIX foram marcados pela industrialização da cidade e pela chegada da primeira linha de trens da Espanha, que uniu Jerez a El Puerto de Santa María em 1854 e à zona do Trocadero, no município de Puerto Real, em 1856. O século XIX também foi marcado por grandes tensões sociais entre a classe rica dos grandes proprietários, exportadores de vinhos e boa parte da nobreza, e a classe proletária urbana e rural. Essas tensões levaram a vários levantes camponeses, que o governo reprimiu violentamente baseando-se na suposta existência de uma sociedade anarquista chamada La Mano Negra que estaria promovendo assassinatos e incêndios de colheitas e edifícios. Durante os séculos XIX e XX, grandes músicos flamencos nasceram e cresceram na cidade, tornando-a o berço do atual flamenco. No início do século XX, a cidade teve que lutar contra a filoxera, a praga que destroçou as vinhas europeias.

## Demografia
| Variação demográfica do município entre 1991 e 2004 | Variação demográfica do município entre 1991 e 2004 | Variação demográfica do município entre 1991 e 2004 | Variação demográfica do município entre 1991 e 2004 |
| --------------------------------------------------- | --------------------------------------------------- | --------------------------------------------------- | --------------------------------------------------- |
| 1991                                                | 1996                                                | 2001                                                | 2004                                                |
| 183 316                                             | 182 269                                             | 183 273                                             | 192 648                                             |

## Cultura
É a região originária do xerez e também um dos centros de origem do flamenco. O termo Frontera refere-se à sua antiga localização, que se situava na fronteira entre as regiões dominadas pelos mouros (Reino Nacérida de Granada) e pelos cristãos (reinos de Múrcia, Xaém, Córdova e Sevilha, pertencentes à Coroa de Castela).

## Desporto
O Xerez Club Deportivo é o principal clube de futebol da cidade.
Em Jerez, situa-se o Circuito Permante de Jerez, onde se realizam provas internacionais de desportos motorizados, em especial a Fórmula 1 com o Grande Prêmio da Espanha.